# Béatrice du Royaume-Uni (1857-1944)
Pour les articles homonymes, voir Béatrice du Royaume-Uni.
Béatrice Marie Victoria Théodora du Royaume-Uni (en anglais : Beatrice Mary Victoria Feodore of the United Kingdom et en allemand : Beatrice Mary Victoria Feodore von Großbritannien und Irland), princesse du Royaume-Uni de Grande-Bretagne et d'Irlande puis, par son mariage, princesse de Battenberg, est née le  14 avril 1857 à Londres et est décédée le 26 octobre 1944 à Brantridge Park, à Balcombe. Membre de la famille royale britannique, elle est gouverneur de l'île de Wight de 1896 à sa mort. 
L'enfance de la princesse Béatrice est marquée par la mort de son père, le prince consort Albert, le 14 décembre 1861, et par la dépression consécutive de sa mère, la reine Victoria. À mesure que les sœurs aînées de Béatrice se marient et quittent la Cour, Victoria s'appuie davantage sur la compagnie de sa benjamine, qu'elle appelle « Baby » durant la plus grande partie de son enfance.
Pendant longtemps, Victoria s'oppose à toute idée de mariage de sa benjamine et refuse même la possibilité d'en discuter. Néanmoins, de nombreux prétendants sont envisagés pour la princesse, parmi lesquels le prince impérial français Louis-Napoléon (fils de Napoléon III), le grand-duc Louis IV de Hesse (veuf d'une sœur aînée de Béatrice) 
et Louis de Battenberg. De son côté, Béatrice semble avoir été attirée par le prince impérial et la rumeur publique évoque un éventuel mariage quand il est tué dans la guerre anglo-zouloue, en 1879. 
Par la suite, Béatrice tombe amoureuse du prince Henri de Battenberg, frère cadet de Louis. Après un an de lente persuasion, Victoria accepte le mariage qui est finalement célébré à Whippingham, sur l'île de Wight, le 23 juillet 1885. Cependant, la reine n'y consent qu'à la condition que Béatrice et Henri résident en permanence avec elle et que Béatrice poursuive ses fonctions de secrétaire non officielle. 
Dix ans après leur mariage, le 20 janvier 1896, le prince Henri meurt du paludisme, qu'il a contracté en combattant pour le Royaume-Uni dans l'actuel Ghana. Devenue veuve, Béatrice reste au côté de sa mère jusqu'au décès de celle-ci, le 22 janvier 1901. En tant qu'exécuteur testamentaire désigné, la princesse consacre les trente années qui suivent à l'édition du journal intime de sa mère. Survivant à tous ses frères et sœurs et à plusieurs de ses enfants, nièces et neveux, elle continue longtemps à faire des apparitions publiques et décède à l'âge de 87 ans, le 26 octobre 1944. Son arrière-petite-nièce, la future Élisabeth II est alors une jeune fille de 18 ans.

## Famille
Béatrice est la benjamine de la reine Victoria Ire du Royaume-Uni (1819-1901) et de son époux le prince consort Albert de Saxe-Cobourg-Gotha (1819-1861). Par sa mère, la princesse est donc la petite-fille du prince Édouard-Auguste de Kent (1767-1820), duc de Kent et de Strathearn, et de son épouse la princesse Victoire de Saxe-Cobourg-Saalfeld (1786-1861) tandis que, par son père, elle descend du duc Ernest Ier de Saxe-Cobourg-Gotha (1784-1844) et de sa femme la princesse Louise de Saxe-Gotha-Altenbourg (1800-1831).
Béatrice est par ailleurs la sœur de plusieurs monarques et consorts européens : l'impératrice-reine Victoria de Prusse et d'Allemagne (1840-1901), le roi Édouard VII du Royaume-Uni (1841-1910), la grande-duchesse Alice de Hesse-Darmstadt (1843-1878) et le duc Alfred Ier de Saxe-Cobourg-Gotha (1844-1900).
Le 23 juillet 1885, la jeune femme épouse, à Whippingham, sur l'île de Wight, le prince Henri de Battenberg (1858-1896), lui-même fils du prince Alexandre de Hesse-Darmstadt (1823-1898) et de son épouse morganatique Julia von Hauke (1825-1895). Du mariage de Béatrice et d'Henri naissent quatre enfants :
- Alexandre Mountbatten (1886-1960), prince de Battenberg puis 1er marquis de Carisbrooke, qui épouse Lady Irene Denison (1890-1956) ;
- Victoire-Eugénie de Battenberg (1887-1969), princesse de Battenberg, qui épouse le roi Alphonse XIII d'Espagne (1886-1941) ;
- Léopold Mountbatten (1889-1922), prince de Battenberg puis Lord Mountbatten ;
- Maurice de Battenberg (1891-1914), prince de Battenberg.

Par sa fille Victoire-Eugénie, Béatrice est notamment l'aïeule du roi Juan Carlos Ier d'Espagne (1938) et du prétendant légitimiste français Louis-Alphonse de Bourbon (1974).

## Biographie

### Une enfance et une adolescence marquées par le deuil

#### Une enfant choyée

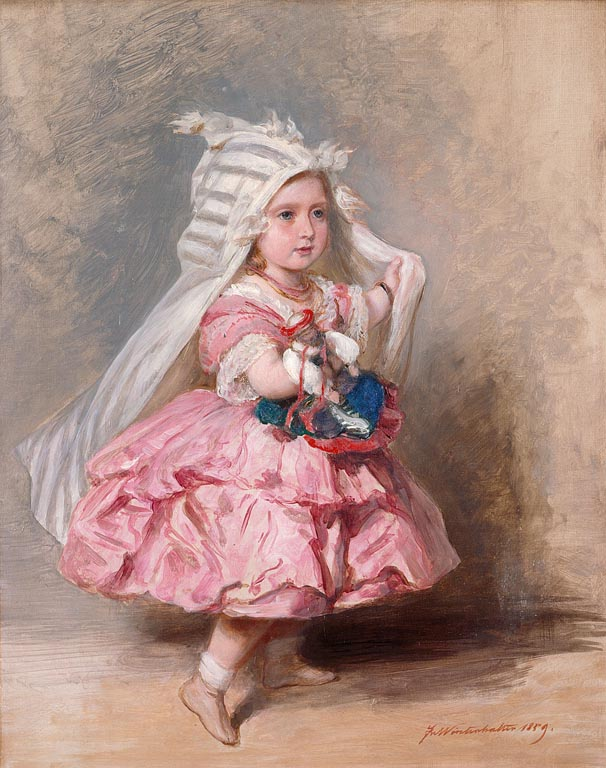
La princesse Béatrice en 1859.

Béatrice naît le 14 avril 1857, au palais de Buckingham. Elle est la cinquième fille et la benjamine des neuf enfants de la reine Victoria et de son mari, le prince consort Albert. Sa naissance suscite une controverse quand il est annoncé que Victoria désire échapper aux douleurs de l'accouchement grâce à l'utilisation de chloroforme, administré par le docteur John Snow. À l'époque, le chloroforme est considéré comme un produit dangereux pour la mère et l'enfant. Il est par ailleurs désapprouvé par l'Église d'Angleterre et les autorités médicales. Cependant, Victoria fait fi des critiques et utilise « du chloroforme béni » pour la naissance de Béatrice. Quinze jours plus tard, la reine écrit dans son journal : « J'ai été largement récompensée et j'ai oublié tout ce que j'avais vécu lorsque j'ai entendu mon cher Albert dire : "C'est un bel enfant, et une fille !" ». 
Albert et Victoria choisissent pour leur benjamine les prénoms de « Beatrice Mary Victoria Feodore » : Mary en l'honneur de la duchesse de Gloucester, doyenne de la famille royale et dernier enfant survivant du roi George III du Royaume-Uni (née en 1776, elle mourut peu après la naissance de la princesse) ; Victoria, en référence à la reine, sa mère ; et Feodore, prénom de sa tante maternelle, la princesse de Leiningen, demi-sœur de la reine. L'enfant est baptisée dans la chapelle privée du palais de Buckingham, le 16 juin 1857. Ses marraines et parrains sont sa grand-mère maternelle, la duchesse de Kent, sa sœur aînée la princesse royale et le fiancé de celle-ci, le Kronprinz Frédéric de Prusse.

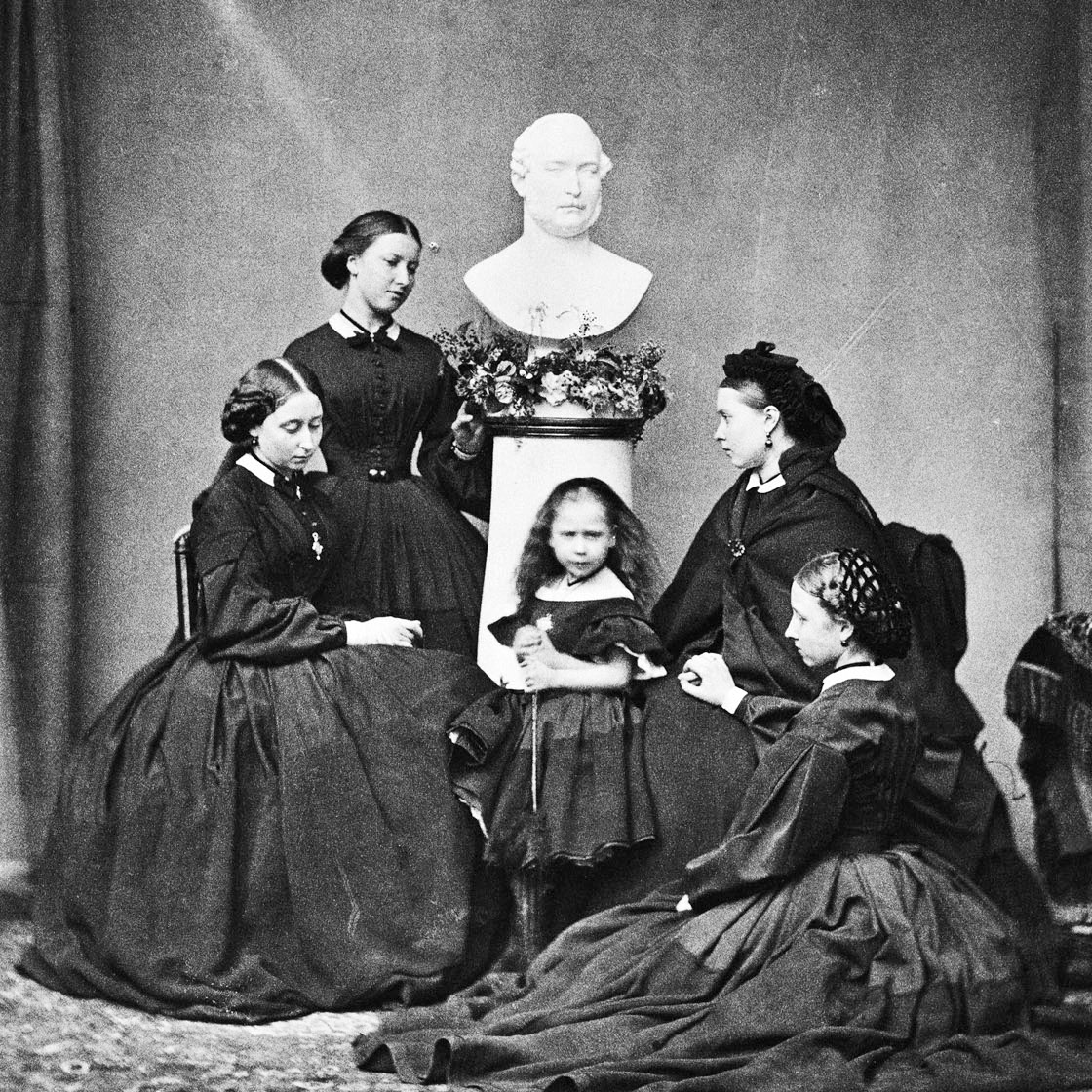
Les filles de la reine Victoria portant le deuil de leur père (1862). Béatrice, âgée de cinq ans, est la seule à ne pas baisser les yeux.

Dès sa naissance, Béatrice est une enfant choyée. Quand elle voit le jour, la Princesse royale, fille préférée du prince Albert, est sur le point de s'installer en Allemagne avec son mari. Le prince consort reporte donc l'affection qu'il vouait à son aînée sur sa benjamine. Or, la petite princesse sait s'attirer les bonnes grâces de ses parents. Albert écrit ainsi à la reine Augusta de Prusse, la mère du Kronprinz, que « Baby fait ses gammes comme une prima donna avant un spectacle et elle a une belle voix ! ». Malgré l'aversion qu'elle voue à la plupart de ses enfants, Victoria aime, elle aussi, Béatrice, qu'elle considère comme une enfant intéressante. Victoria dit un jour que Béatrice est « une enfant jolie, potelée et en bonne santé ... avec de beaux et grands yeux bleus, une jolie petite bouche et une peau très fine ». Ses longs cheveux dorés sont au centre des toiles commandées par Victoria, qui prend même plaisir à lui donner son bain, ce qui n'est pas le cas pour ses autres enfants. 

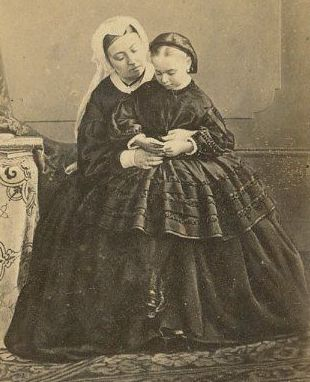
La reine Victoria et la princesse Béatrice en 1862.

En grandissant, Béatrice se révèle très vive d'esprit, ce qui la fait aimer encore plus par le prince consort, qui s'amuse de sa précocité. Ce dernier écrit ainsi au baron Stockmar que Béatrice est « le bébé le plus amusant que nous [Victoria et lui] ayons eu ». Bien qu'elle suive le même programme d'éducation rigoureux conçu par Albert et le baron Stockmar, Béatrice connaît une enfance plus détendue que ses frères et sœurs grâce à sa relation privilégiée avec ses parents. Contrairement à tous ses frères et sœurs qui ont dû se plier au rude protocole de la Cour dès l'âge de quatre ans, Béatrice reçoit ainsi l'autorisation de ne pas se comporter avec ses parents comme un sujet envers ses souverains. Les manières amusantes de la princesse apportent même du réconfort à son père dont la santé se dégrade.

#### Compagne dévouée de sa mère

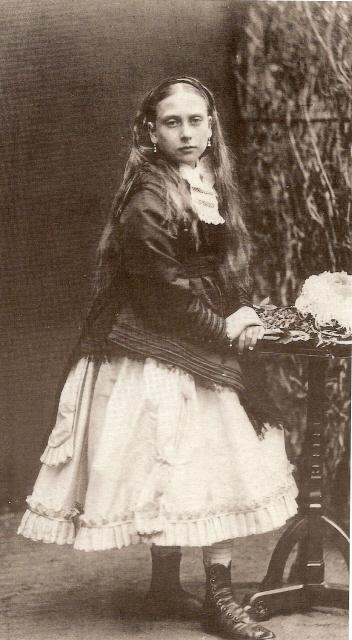
La princesse Béatrice en 1868. En grandissant, elle a peu de compagnie puisque le prince Léopold, son frère le plus proche en âge, ne peut pas jouer avec elle en raison de son hémophilie.

En mars 1861, la duchesse de Kent, mère de Victoria, décède à Frogmore House. La reine, rongée par un sentiment de culpabilité lié à ses relations difficiles avec sa mère, sombre alors dans la tristesse. Âgée d'à peine quatre ans, Béatrice essaie de consoler sa mère en lui rappelant que la duchesse de Kent « est au ciel » désormais. Ce réconfort est significatif car Victoria s'est d'elle-même isolée de ses enfants, sauf de l'aînée de ses filles encore célibataires, la princesse Alice, et de Béatrice. Victoria s'appuie de nouveau sur Béatrice et Alice après la mort du prince Albert, emporté par la fièvre typhoïde, le 14 décembre suivant. 
L'abattement de la reine après la mort de son mari surprend sa famille, la Cour, les hommes politiques et la population britannique en général. Comme lors du décès de la duchesse de Kent, la reine prend ses distances avec le reste de sa famille et surtout le prince de Galles, qu'elle accuse de la mort d'Albert. Seules Alice et Béatrice échappent à ce rejet. La nuit, Victoria enlève souvent Béatrice de son lit, la porte dans le sien et « reste là sans dormir, la serrant dans ses bras, enveloppées dans les chemises de nuit d'un homme qui ne les porterait plus ». Après 1871, année où la dernière des sœurs aînées de Béatrice se marie, Victoria en vient à s'appuyer encore plus sur sa plus jeune fille qui a déclaré dès son plus jeune âge : « Je n'aime pas le mariage du tout. Je ne me marierai jamais. Je veux rester avec ma mère ».
Devenue secrétaire de sa mère, elle écrit en son nom et aide la souveraine dans sa correspondance politique. Ces tâches banales sont analogues à celles que réalisaient ses sœurs Alice, Helena et Louise. Cependant, la reine y ajoute bientôt des tâches plus personnelles. Au cours d'une grave maladie en 1871, la reine dicte ainsi son journal intime à sa benjamine. Puis, en 1876, elle lui permet de trier les partitions de musique qu'elle et Albert jouaient pendant leur mariage et qui n'ont plus été utilisées depuis la mort du prince consort, quinze ans plus tôt.
Dans ses lettres et ses journaux, Victoria montre de la reconnaissance pour la dévotion de Béatrice. Cependant, la dépendance de la souveraine vis-à-vis de sa benjamine se renforce avec le temps,. La reine subit un autre deuil important en 1883, quand son serviteur écossais, John Brown, meurt à Balmoral. Une fois encore, la reine sombre dans la dépression et cherche le réconfort de Béatrice. Contrairement à ses frères et sœurs, la jeune fille ne démontrait en effet aucune aversion pour Brown et on pouvait même souvent les voir ensemble. La princesse et le domestique travaillaient en effet de concert pour exécuter les volontés de la reine.

#### Portrait psychologique et regard des contemporains

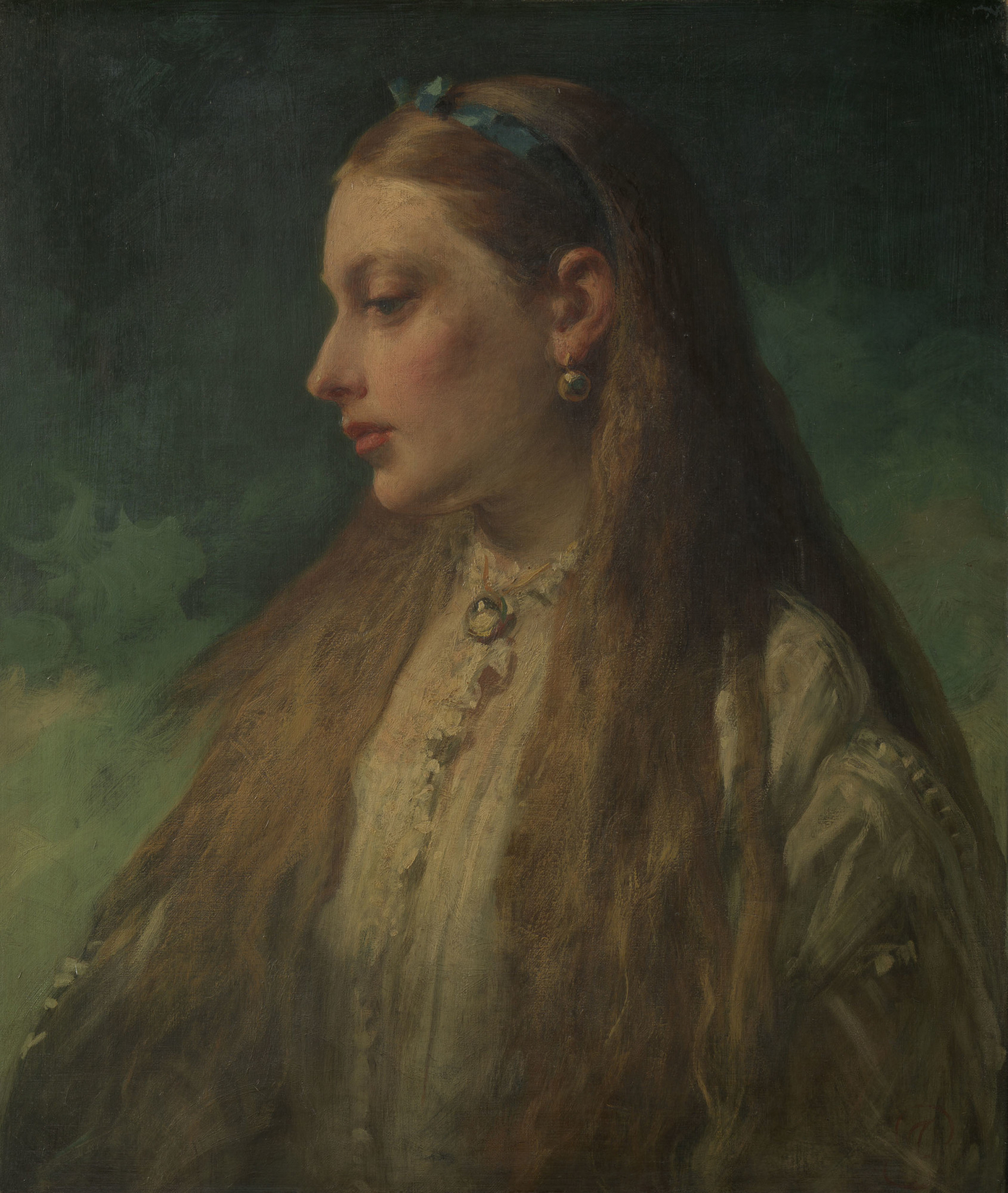
La princesse Béatrice en 1869 par James Sant (Royal Collection).

Béatrice est la plus timide de tous les enfants de la reine Victoria mais, comme elle accompagne la souveraine presque partout où elle se rend, elle devient aussi l'un des membres les plus connus de la famille royale. Malgré sa timidité, elle est considérée comme une bonne comédienne et une bonne danseuse. Passionnée par la photographie, elle excelle aussi en musique, une passion qu'elle partage avec sa mère et le prince consort. Elle est ainsi particulièrement douée pour le piano. Comme sa mère, c'est une fervente chrétienne et elle se passionne pour la théologie. Béatrice s'intéresse aussi aux questions sociales, telles que les conditions de vie dans les mines de charbon. Cependant, elle ne s'investit jamais vraiment dans la lutte contre la pauvreté, contrairement à son frère, le prince de Galles. Grâce à son tempérament calme et à sa chaleur personnelle, la princesse est un membre apprécié de la famille royale. Décrite par ses biographes comme loyale en amitié, elle a également le sens de l'humour et un sens aigu du devoir. 
Les obligations que lui impose la reine Victoria sont pourtant difficiles. Bien qu'elle souffre de rhumatismes, une maladie qui l'oblige progressivement à arrêter le piano, Béatrice est, par exemple, obligée de supporter l'attrait de la reine pour les climats froids. 
La dévotion de Béatrice pour sa mère ne passe pas inaperçue auprès du grand public britannique. Ainsi, en 1886, quand elle accepte d'inaugurer le Salon de la Société royale d'horticulture de Southampton, les organisateurs lui adressent publiquement leurs remerciements, lui exprimant leur « admiration pour la façon affectueuse avec laquelle [elle a] réconforté et aidé [sa] mère, veuve, [leur] gracieuse souveraine, la Reine ». En 1885, à l'occasion du mariage de la princesse avec Henri de Battenberg, Sir Moses Montefiore, un banquier et philanthrope juif, offre à Béatrice un service à thé en argent sur lequel est inscrite la phrase : « Beaucoup de ses filles ont bien agi envers elle mais vous les avez toutes surpassées ». La même année, le Times s'adresse à la princesse en ces mots : « Le dévouement de Votre Altesse Royale à notre Souveraine bien-aimée a entrainé notre plus vive admiration et notre profonde gratitude. Puissent ces services qui ont été jusqu'à présent votre objectif constant être maintenant confiés à d'autres et vous être rendus à vous-même ».

### Une vie sentimentale contrariée

#### Des prétendants malheureux

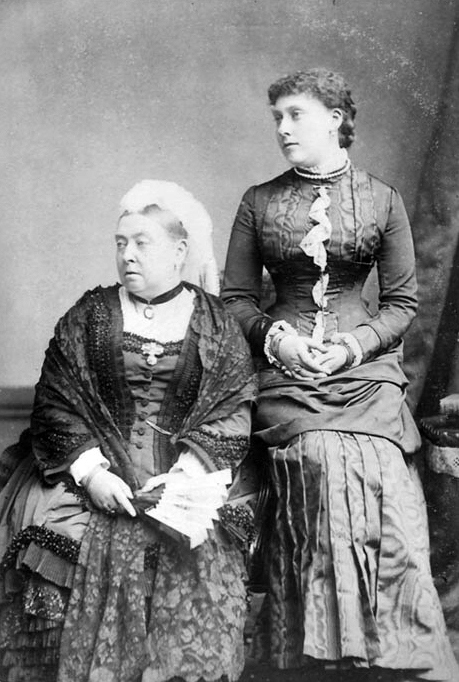
La princesse Béatrice et la mère Victoria.

Bien que Victoria s'oppose catégoriquement au mariage de Béatrice afin de pouvoir la garder toujours auprès d'elle, différents candidats sont avancés pour la princesse. L'un des plus sérieux est le prince impérial Louis-Napoléon Bonaparte, fils et héritier de l'empereur Napoléon III et de son épouse, l'impératrice Eugénie. Depuis la guerre franco-allemande de 1870 et la chute consécutive du Second Empire, l'ex-famille impériale vit en exil au Royaume-Uni. Après la mort de l'empereur en 1873, Victoria et Eugénie se lient d'une amitié profonde et les journaux rapportent alors l'imminence des fiançailles de Béatrice avec le prince impérial. Ces rumeurs prennent fin avec la mort du prince impérial lors de la guerre anglo-zouloue, le 1er juin 1879. Le journal intime de Victoria décrit sa douleur et celle de sa benjamine : « Cette chère Béatrice, en pleurant à chaudes larmes comme je le fis moi aussi, me donna le télégramme ... Il allait faire jour et j'avais peu dormi... Béatrice était si affligée, tout le monde si abattu ». 
Après la mort du prince impérial français, le prince de Galles suggère à la reine de marier Béatrice au grand-duc Louis IV de Hesse, veuf de leur sœur, la princesse Alice du Royaume-Uni, emportée par la diphtérie en 1878. Pour soutenir son projet, le prince de Galles fait valoir que Béatrice pourrait agir en tant que mère de substitution pour ses neveux, tout en passant le plus clair de son temps en Angleterre, aux côtés de sa mère. Le futur Édouard VII suggère aussi que la reine pourrait ainsi superviser l'éducation de ses petits-enfants de Hesse avec plus de facilité. Toutefois, à l'époque, la loi anglaise interdit à un veuf d'épouser sa belle-sœur. Conscient de cet obstacle, le prince de Galles objecte qu'un projet de loi du Parlement est en passe de modifier la loi. Cependant, en dépit du soutien populaire que reçoit ledit projet et malgré son approbation par la Chambre des communes, il est finalement rejeté par la Chambre des lords du fait de l'opposition des évêques anglicans qui y siègent. Malgré sa déception que le projet de loi n'ait pas abouti, la reine Victoria se montre, une fois encore, heureuse de pouvoir garder sa fille à ses côtés. 
D'autres candidats, parmi lesquels les deux frères Alexandre Ier de Bulgarie et Louis de Battenberg, sont évoqués pour épouser Béatrice mais aucun d'eux ne parvient à concrétiser ce projet. Alors qu'Alexandre Ier ne courtise jamais officiellement la jeune fille, affirmant simplement un jour qu'il « aurait même pu, à un certain moment, se fiancer avec son amie d'enfance, Béatrice d'Angleterre », Louis se montre beaucoup plus entreprenant. Ayant entrepris une cour en bonne et due forme, il finit par être invité à dîner au palais royal par Victoria. Mais, désireuse d'empêcher toute relation entre les deux jeunes gens, la souveraine s'assoit entre eux durant le repas. Surtout, elle intime l'ordre à sa fille d'ignorer ostensiblement son prétendant pour le décourager de poursuivre sa cour. Ne comprenant pas les raisons du silence de Béatrice, le prince Louis finit par renoncer à son projet et épouse, en 1884, une nièce de la princesse, Victoria de Hesse-Darmstadt. Invitée à assister à la cérémonie, qui se déroule à Darmstadt, en Allemagne, Béatrice y fait la connaissance d'un autre frère du marié, le prince Henri de Battenberg. Malgré sa déception, elle tombe rapidement sous le charme du jeune homme et celui-ci ne tarde pas à répondre à son affection.

#### Fiançailles et mariage

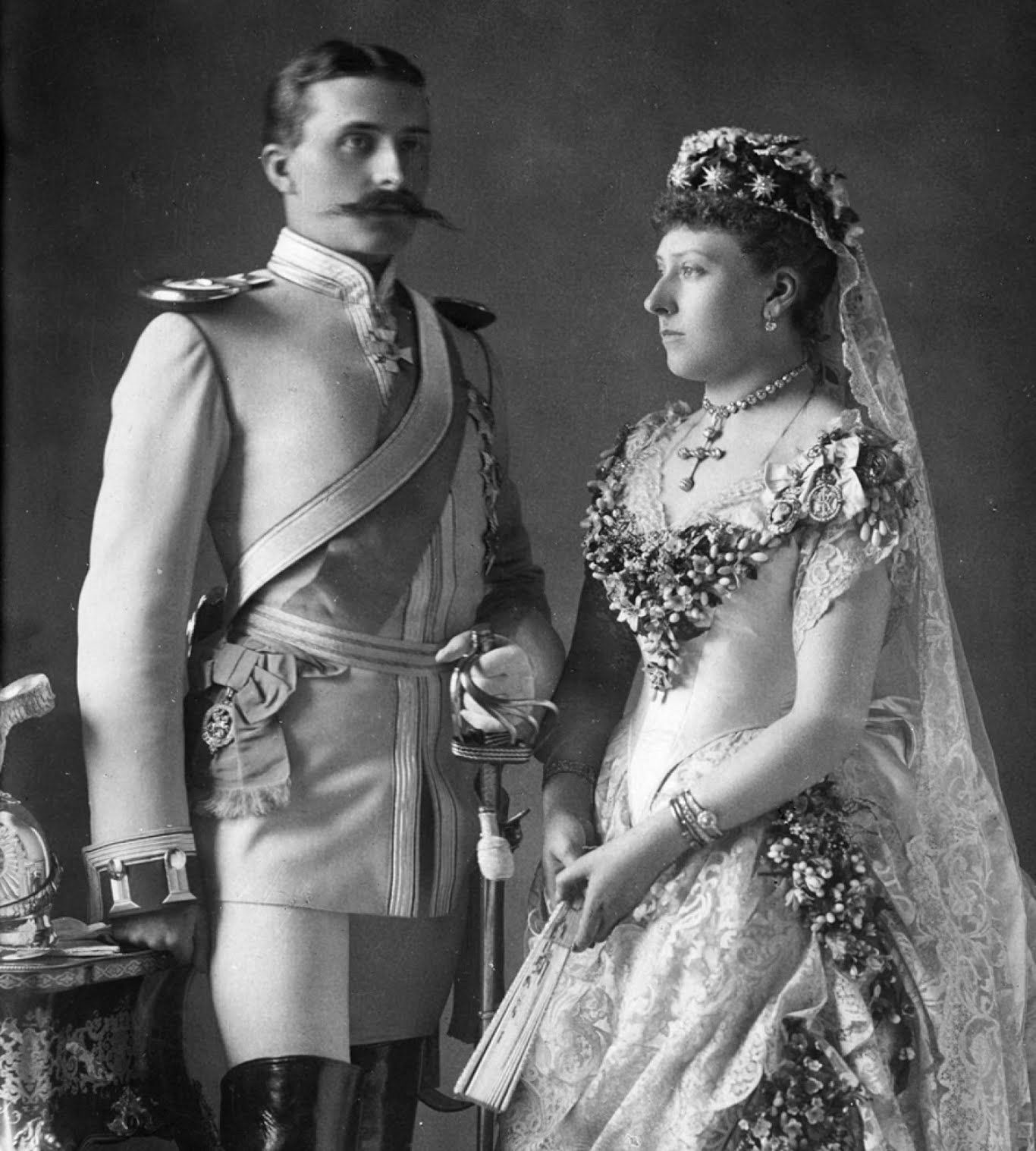
La princesse Béatrice et le prince Henri le jour de leur mariage.

Après son retour de Darmstadt, Béatrice fait connaître à sa mère son désir d'épouser Henri de Battenberg mais la reine ne lui répond que par un silence glacial. Pendant sept mois, les deux femmes poursuivent leur vie commune sans que la reine n'adresse plus la parole à sa fille, se contentant de communiquer avec elle par écrit. Le comportement de Victoria, qui surprend même sa famille, semble être motivé par la crainte que lui inspire l'idée de perdre sa fille. La reine considère en effet Béatrice comme son « bébé », autrement dit son enfant innocent, et elle a peur que les relations sexuelles que Béatrice ne manquerait pas d'avoir si elle se mariait lui fassent justement perdre son « innocence ». La subtile médiation de la princesse de Galles et surtout de la Kronprinzessin de Prusse, qui ne manque pas de rappeler à sa mère le bonheur que Béatrice a procuré au prince consort, pousse finalement la reine à renouer le dialogue avec sa benjamine. Victoria consent alors au projet de mariage à condition qu'Henri renonce à ses engagements en Allemagne et s'installe définitivement au palais de Buckingham. 
Le 23 juillet 1885, Béatrice et Henri se marient à l'église Saint Mildred de Whippingham, près d'Osborne House, sur l'île de Wight,. Durant la cérémonie, à laquelle n'assistent ni le Kronprinz et la Kronprinzessin de Prusse (retenus en Allemagne), ni l'ancien Premier ministre William Ewart Gladstone, ni enfin la duchesse de Teck (qui porte alors le deuil de son beau-père), Béatrice porte le voile de mariage de sa mère et est accompagnée par la reine et son frère aîné, le prince de Galles. Les demoiselles d'honneur de la princesse sont ses nièces les princesses Alix et Irène de Hesse-Darmstadt ; Alexandra, Marie et Victoria-Mélita de Saxe-Cobourg-Gotha ; Louise, Maud et Victoria-Alexandra du Royaume-Uni, ainsi que Marie-Louise et Hélène-Victoria de Holstein-Sonderbourg-Augustenbourg. Les témoins du marié sont, quant à eux, ses frères les princes Alexandre et François-Joseph de Battenberg.
Les festivités s'achèvent avec le départ des jeunes mariés pour leur lune de miel vers Quarr Abbey House, à quelques miles d'Osborne. En prenant congé d'eux, la souveraine se comporte avec courage jusqu'à leur départ, puis « s'effondre », comme elle l'admet plus tard devant la princesse de Galles.

### Fille, épouse et mère attentionnée

#### Vie de famille

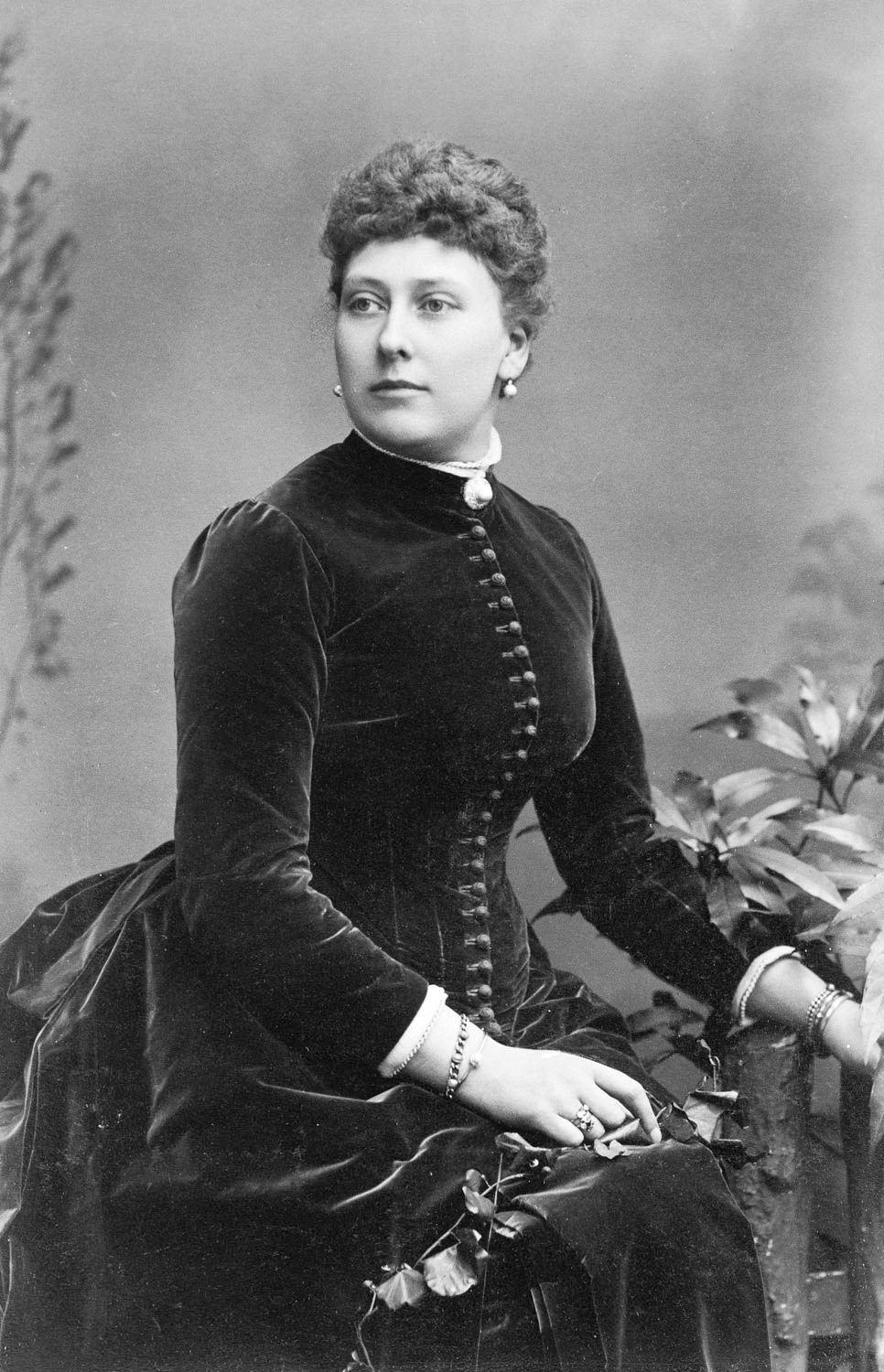
La princesse Béatrice en 1886.

Après une courte lune de miel, Béatrice et son mari tiennent leur promesse et reviennent s'installer aux côtés de la reine. Victoria leur indique d'ailleurs clairement qu'elle ne peut plus rester seule et que le couple ne doit donc plus voyager sans elle. Malgré tout, la reine assouplit cette restriction peu de temps après le mariage, permettant à Béatrice et à Henri de réaliser de courtes visites au reste de leur famille. 
L'amour de Béatrice pour Henri, comme celui de la reine pour le prince consort, semble croître avec le temps. Ainsi, lorsque Henri se rend en voyage sans sa femme, celle-ci apparaît toujours plus heureuse après son retour. L'entrée du prince Henri dans la famille royale donne par ailleurs de nouvelles raisons à la reine et à Béatrice de repartir de l'avant. La Cour devient ainsi plus joyeuse qu'elle ne l'a jamais été depuis la mort du prince consort. De fait, Victoria se prend rapidement d'affection pour son gendre, comme elle le fait habituellement avec les hommes beaux et séduisants.
Cependant, Henri, soutenu par Béatrice, se montre bientôt déterminé à s'engager dans l'armée britannique, ce qui contrarie la reine, qui s'oppose à toute participation militaire pouvant mettre la vie du prince en danger. Un autre conflit survient au sein de la famille royale quand Henri, participant au carnaval d'Ajaccio, apparaît en « mauvaise compagnie » et que Béatrice envoie un officier de la Royal Navy pour l'éloigner de toute tentation. À une autre occasion, Henri s'éclipse pour la Corse avec son frère Louis, et la reine envoie un navire de guerre pour le ramener, blessant ainsi l'amour-propre de son gendre. De fait, Henri se sent oppressé par le besoin constant de la reine de les avoir, lui et son épouse, en permanence auprès d'elle. 
Même après son mariage, Béatrice respecte la promesse qu'elle a faite à la reine, continuant à jouer à plein temps son rôle de confidente et de secrétaire particulière. Pourtant, la reine se plaint vivement de la conduite de sa fille au moment de sa première grossesse. Une semaine avant son accouchement, Béatrice cesse de venir dîner avec la reine, préférant manger seule dans sa chambre. Elle s'attire alors les foudres de la reine, qui écrit avec colère à son médecin, le Dr James Reid : « J'ai exhorté la princesse à venir dîner et à ne pas simplement se morfondre dans sa chambre, ce qui est très mauvais pour elle. Dans mon cas je suis régulièrement venue dîner, sauf quand j'étais vraiment malade (même si je souffrais beaucoup) jusqu'au dernier jour ». 
Après une fausse couche dans les premiers mois de son mariage, Béatrice donne naissance à quatre enfants : Alexandre (surnommé « Drino ») en 1886, Victoire-Eugénie (surnommée « Ena ») en 1887, Léopold en 1889 et enfin Maurice en 1891.

#### Mort du prince Henri
Les fêtes étant rares à la Cour après la mort du prince Albert, Béatrice et la reine se distraient en assistant à la réalisation de tableaux vivants, qui sont souvent réalisés dans les résidences royales. Dénué de tout rôle officiel et las de la morosité qui entoure la reine, le prince Henri s'ennuie et aspire à un emploi. En réponse, la reine le nomme gouverneur de l'île de Wight en 1889. Toutefois, le prince fait connaître son désir de participer à une action militaire et demande à sa belle-mère l'autorisation de participer à l'expédition contre les Ashanti (de l'actuel Ghana). Malgré ses craintes, la reine finit par consentir à la requête de son gendre. Henri et Béatrice se séparent donc le 6 décembre 1895 et ne se revoient plus jamais. En Afrique, Henri contracte en effet la malaria. Il est donc renvoyé chez lui mais, le 22 janvier 1896, Béatrice, qui attend son mari à Madère, reçoit un télégramme l'informant de la mort de celui-ci deux jours plus tôt. Effondrée, la princesse se retire de la cour pendant un mois de deuil avant de reprendre son poste aux côtés de sa mère. Le journal de la reine raconte que Victoria « [est] allée dans la chambre de Béatrice et [s'est] assise un moment avec elle. Elle fait tellement pitié dans sa misère ».  
En dépit de son chagrin, Béatrice reste une fidèle compagne pour la souveraine. La reine avançant en âge, elle dépend toujours plus de sa fille pour écrire sa correspondance. Elle réalise cependant que Béatrice a désormais besoin d'un endroit à elle et lui cède les appartements autrefois occupés par la duchesse de Kent au palais de Kensington. Comme Béatrice se passionne pour la photographie, la reine fait par ailleurs installer une chambre noire à Osborne House dans le but de la distraire. 
La disparition soudaine du prince Henri et l'accaparement de Béatrice par sa mère semblent avoir durement affecté les enfants de la princesse. À l'école, ceux-ci font ainsi preuve d'un tempérament rebelle. On découvre alors que la gouvernante des princes a porté atteinte à l'amour et à la confiance qu'ils avaient dans leur mère. Béatrice écrit par ailleurs qu'Ena se montre « désagréable et rebelle » et qu'Alexandre profère des « contre-vérités inexcusables ».

### Gardienne du souvenir de Victoria

#### Mort de Victoria et ses conséquences

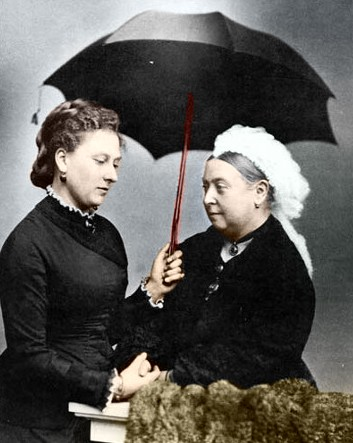
La princesse Béatrice avec la reine Victoria vers 1880.

La vie de Béatrice est à nouveau bouleversée après la mort de la reine Victoria, le 22 janvier 1901. Vivement affectée, la princesse écrit, en mars suivant, au recteur de l'université de Glasgow : « vous pouvez imaginez quelle est ma douleur. Moi qui n'avais presque jamais été séparée de ma chère mère, je ne peux guère réaliser ce que sera la vie sans elle, qui était le centre de tout ». Les apparitions publiques de la princesse se poursuivent mais sa position à la Cour est considérablement diminuée. Contrairement à sa sœur Louise, Béatrice n'est pas très proche du roi Édouard VII et ne fait pas partie de son entourage immédiat. Sans être jamais rompues, les relations entre le frère et la sœur passent même par des périodes de tensions. C'est particulièrement le cas après le couronnement du roi, qui est perturbé par la maladresse de Béatrice. La princesse fait en effet accidentellement (mais bruyamment) tomber son livre de messe du haut de la galerie royale, sur une table plaquée or. 
Ayant hérité d'Osborne House, le roi y fait enlever des photos et des effets personnels de sa mère. Certains de ces objets sont même détruits, en particulier ceux relatifs au domestique John Brown, que le nouveau souverain détestait. Sur ses vieux jours, Victoria avait l'intention de transformer la demeure en résidence privée et isolée pour ses descendants, loin de la pompe et du cérémonial de la Cour. Cependant, le nouveau roi n'a pas besoin du château et il consulte ses avocats au sujet de son aliénation, avec transformation de l'aile principale en maison de convalescence, l'ouverture des appartements au public et la construction d'un collège naval sur les espaces verts. Le projet du roi rencontre alors la vive désapprobation de Béatrice et de sa sœur Louise. Victoria leur ayant légué les maisons attenante à Osborne, leur intimité est menacée par le projet du nouveau roi. Lorsque Édouard discute du sort de la maison avec elles, Béatrice s'oppose donc à l'idée que la maison quitte la famille royale, rappelant son importance pour leurs parents. Le roi ne souhaitant pas garder le palais pour lui-même, il décide de l'offrir à son fils George, qui refuse le cadeau, objectant le coût élevé de sa maintenance. Afin de calmer sa sœur, Édouard VII agrandit finalement les terrains autour de la maison de Béatrice, Osborne Cottage, en guise de dédommagement pour la perte imminente de son intimité. Peu de temps après, le roi déclare à Arthur Balfour, le Premier ministre, que la maison principale doit aller à la nation comme cadeau. Une exception est tout de même faite pour les appartements privés, qui sont fermés à tous sauf aux membres de la famille royale, qui en font finalement un lieu de souvenir à la mémoire de leur mère.

#### Publication du journal de Victoria
Après la mort de sa mère, Béatrice commence la tâche capitale de transcrire et de faire éditer le journal que Victoria a tenu à partir de 1831 : des centaines de volumes contenant les considérations personnelles de la souveraine et mélangeant sujets personnels ou familiaux et questions d'État. Sur ses vieux jours, Victoria a en effet chargé Béatrice de publier ce journal, ce qui signifie que celle-ci doit en ôter tous les renseignements privés et les passages qui pourraient choquer la population. Cependant, Béatrice supprime tellement de passages que le texte édité ne représente plus qu'un tiers de l'original. La destruction d'autant de passages du journal de Victoria peine d'ailleurs le neveu de Béatrice, le roi George V, et son épouse, la reine Mary, qui sont pourtant impuissants à intervenir. Durant son travail, qui dure pas moins de trente ans et qui s'achève seulement en 1931, Béatrice réalise une copie du journal original, puis retranscrit sa copie sur une série de cahiers bleus. Tant les originaux que les premiers projets de Béatrice sont détruits au fur et à mesure que celle-ci progresse dans son travail. Les cahiers bleus sont par contre conservés dans les Archives royales du château de Windsor.

### Entre fonctions officielles et vie familiale

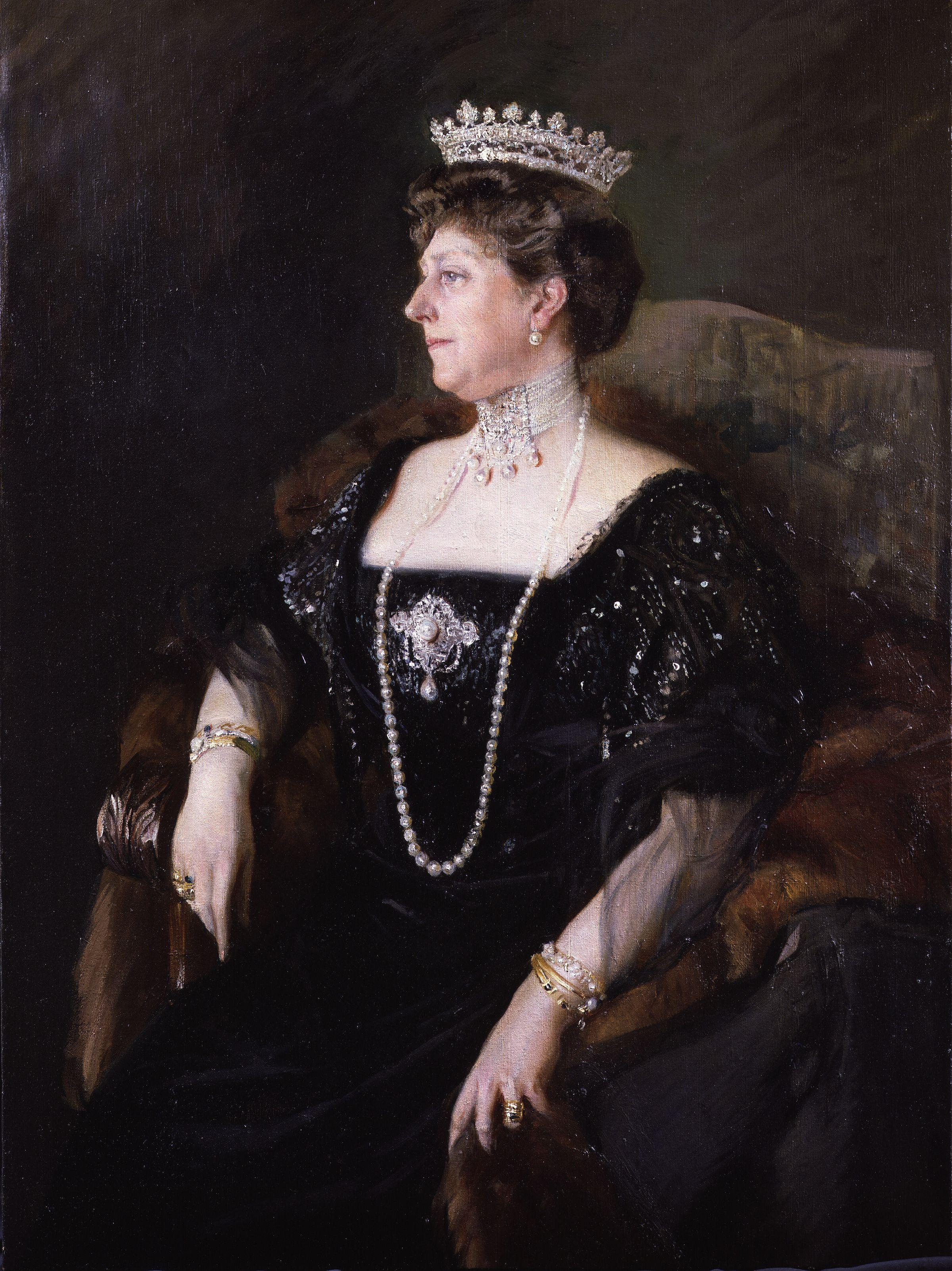
La Princesse Béatrice de Battenberg par Joaquín Sorolla (1908, National Portrait Gallery).

#### Gouverneur de l'île de Wight
Nommée gouverneur de l'île de Wight à la suite de son époux en 1896, Béatrice partage son temps entre Osborne cottage et le château de Carisbrooke, résidence officielle des gouverneurs de la petite île du sud. Mais, le temps passant, Béatrice choisit d'abandonner son cottage et le vend, contre la volonté de son neveu, le roi George V, en 1912. Tout en conservant un appartement au palais de Kensington, la princesse fait de Carisbrooke sa résidence principale. Elle y ouvre, en 1898, un petit musée et s'implique fortement dans la collecte d'objets historiques destinés à le garnir.

#### Mariage d'Ena

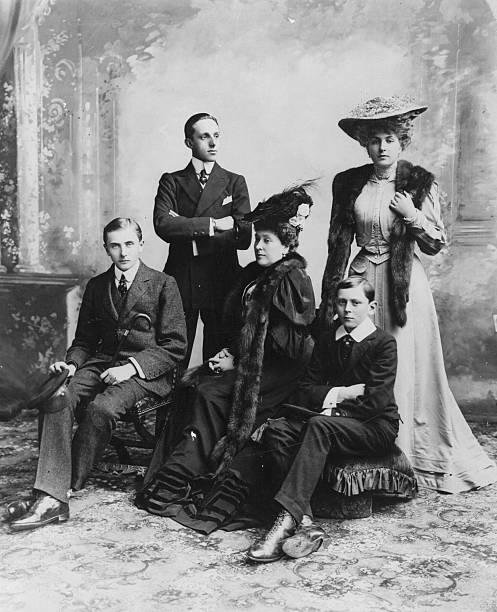
La princesse Béatrice, ses enfants et son gendre en 1906.

Dans les années 1900, la beauté de la fille de Béatrice, la princesse Victoire-Eugénie (surnommée « Ena »), est connue dans toute l'Europe. Malgré la modestie de son rang, la jeune fille constitue donc un parti intéressant pour les princes européens et elle est remarquée par le roi Alphonse XIII d'Espagne. En dépit du caractère prestigieux du prétendant, le projet de mariage suscite une vive controverse en Grande-Bretagne. Le gouvernement espagnol exige en effet qu'Ena se convertisse au catholicisme pour pouvoir épouser le souverain. Or, Édouard VII du Royaume-Uni refuse la conversion tandis que les ultra-conservateurs espagnols s'opposent à un projet qui ferait d'une protestante leur reine. Malgré ces obstacles, Alphonse et Ena se marient le 31 mai 1906. Les célébrations du mariage sont immédiatement endeuillées par un attentat anarchiste qui cause la mort d'une partie du cortège royal.  
Apparemment uni au début, le couple royal s'éloigne par la suite. Toute sa vie, Victoria-Eugénie reste impopulaire en Espagne et les critiques de ses sujets augmentent encore quand on découvre que son fils Alphonse, le prince des Asturies, souffre d'hémophilie. Le roi Alphonse XIII accuse alors Béatrice d'avoir introduit la maladie dans la maison royale espagnole et se retourne contre Ena, qu'il délaisse au profit de ses maîtresses. 

#### Un relatif retrait de la vie publique

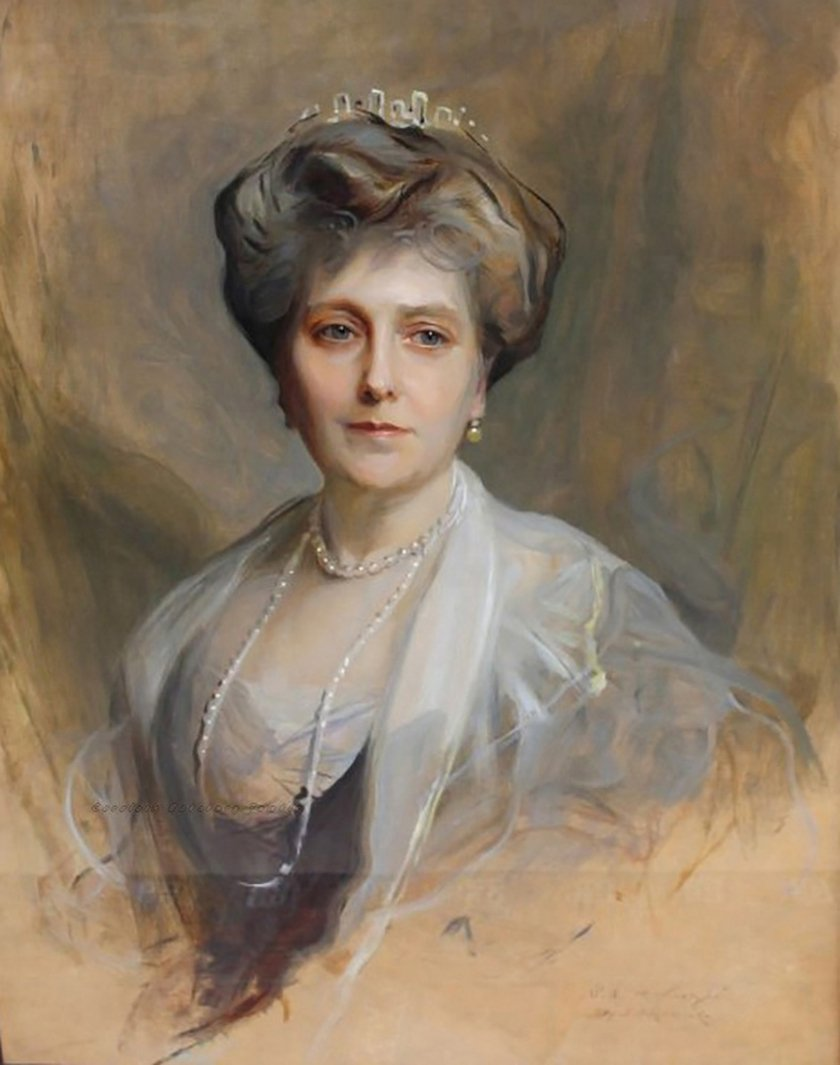
La princesse Béatrice par Philip de László en 1912.

Après la mort de sa mère, Béatrice continue à faire des apparitions publiques régulières. Ses engagements sont souvent liés au souvenir de la reine Victoria car les Britanniques associent pendant longtemps la princesse à la souveraine défunte. Cependant, sa présence à la Cour diminue à mesure que son âge avance. Brisée par la mort de son fils préféré, Maurice, à la première bataille d'Ypres en 1914, elle amorce son retrait de la vie publique au cours de la Première Guerre mondiale. 
Après la guerre, Béatrice patronne, avec d'autres membres de la famille royale, la Ligue d'Ypres, une société destinée aux vétérans du saillant d'Ypres et aux familles des combattants tués pendant les combats dans la région. Les rares apparitions publiques de la princesse après la mort de son fils Maurice sont liées aux commémorations des événements de la Première Guerre mondiale. Béatrice participe ainsi à la pose de gerbes sur le Cénotaphe de Londres en 1930 et 1935, pour marquer les 10e et 15e anniversaires de la fondation de la Ligue d'Ypres,.

### Dernières années
Souhaitant faire oublier les origines germaniques de sa famille, le roi George V change, en 1917, le nom des Saxe-Cobourg-Gotha en Windsor et demande à sa parentèle d'abandonner ses noms et titres allemands. Le titre officiel de la princesse cesse alors d'être « S.A.R. la princesse Henri de Battenberg » pour redevenir « S.A.R. la princesse Béatrice ». Ses fils anglicisent quant à eux leur nom en Mountbatten et abandonnent eux aussi leur titre de « princes de Battenberg ». Le cadet, Léopold, devient Lord Léopold Mountbatten et reçoit le rang de fils cadet d'un marquis,. Hémophile, il meurt toutefois sans descendance pendant une opération de la hanche en 1922, un mois avant son 33e anniversaire.

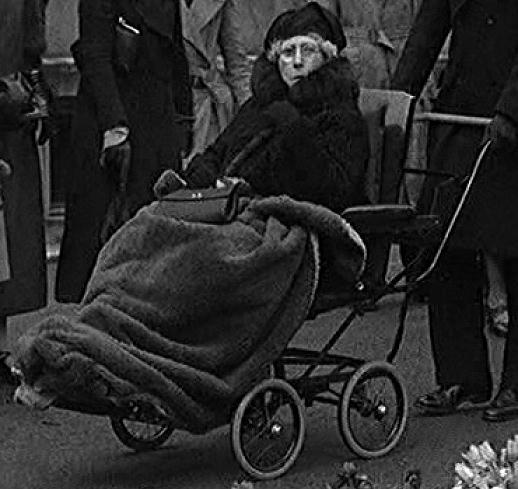
La princesse Béatrice en 1936.

De 1919 jusqu'à sa mort, Béatrice vit dans le Sussex de l'Ouest, à Brantridge Park, résidence du frère de la reine Mary, Alexandre de Cambridge, premier comte d'Athlone, et de son épouse, la princesse Alice d'Albany, elle-même nièce de Béatrice.  
Même après ses 70 ans, la princesse continue à correspondre avec ses amis et parents. Elle réalise également de rares apparitions publiques, comme lorsque, poussée dans un fauteuil roulant, elle regarde les couronnes mortuaires apportées après la mort de George V, en 1936. 
En 1941, la princesse publie son dernier ouvrage. Intitulé In Napoleonic Days (À l'époque napoléonienne), il s'agit de la traduction du journal intime de la grand-mère maternelle de la reine Victoria, la duchesse Augusta Reuss d'Ebersdorf. 
Béatrice meurt paisiblement dans son sommeil, le 26 octobre 1944, à l'âge de 87 ans. Elle était la dernière enfant de Victoria et d'Albert encore en vie. La future reine Élisabeth II, arrière-petite-nièce de Béatrice, est alors âgée de dix-huit ans. 
Après un service funèbre dans la chapelle Saint-Georges du château de Windsor, son cercueil est placé dans le caveau de la famille royale, le 3 novembre. Cependant, les dépouilles de la princesse et de son époux sont transférées, le 28 août 1945, à l'intérieur d'un nouveau caveau situé dans l'église Sainte-Mildred de Whippingham, sur l'île de Wight. Les dernières volontés de Béatrice sont en effet d'être enterrée auprès de son mari, sur l'île qui lui était la plus familière. Son fils, le marquis de Carisbrooke, et la femme de celui-ci reposent également auprès d'eux.

## Titulature et distinctions

### Titulature

Armes de la princesse Béatrice.

- Son Altesse Royale la princesse Béatrice (1857-1885) ;
- Son Altesse Royale la princesse Henri de Battenberg (1885-1917)[89] ;
- Son Altesse Royale la princesse Béatrice (1917-1944)[90].

### Distinctions
- 17 juillet 1874 : dame de l'ordre de Sainte-Catherine[91];
- 11 septembre 1875 : dame de l'ordre royal de Sainte-Isabelle de Portugal[92] ;
- 1er janvier 1878 : dame de l'ordre de la Couronne d'Inde[93] ;
- 25 avril 1885 : dame de l'ordre du Lion d'or[94] ;
- 27 mai 1889 : dame de l'ordre de la Reine Marie-Louise[95] ;
- 8 janvier 1919 : dame grand-croix de l'ordre de l'Empire britannique (GBE)[96] ;
- 12 juin 1926 : dame grand-croix de l'ordre de Saint-Jean de Jérusalem[97] ;
- 11 mai 1937 : dame grand-croix de l'ordre royal de Victoria (GCVO)[98] ;
- Dame de l'ordre royal de Victoria et Albert[91] ;
- Membre de la Croix rouge royale[91] .

## La princesse Béatrice dans la culture populaire

### Monuments
Certains des bâtiments qui ont accueilli Béatrice, continuent à être régulièrement utilisés par la famille royale : c'est le cas des palais de Buckingham et de Kensington et des châteaux de Windsor et de Balmoral. Osborne House, la résidence préférée de sa mère, est quant à elle aujourd'hui accessible au public. Les demeures de Béatrice à Osborne, Osborne et Albert Cottages, sont par contre devenues des propriétés privées après leur vente en 1912.

### Toponyme
Princess Beatrice Lake et Prince Henry Lake sont deux lacs du Manitoba, au Canada, nommés en l'honneur de Béatrice et de son époux.

### Télévision
Le rôle de la princesse est interprété par : 
- Cheryl Campbell dans la série britannique Edward the King (1975) ;
- Irene Richard dans l'épisode « The Hand That Rocks the Cradle » de la série Cribb (1981) ;
- Sheridan Fitzgerald dans l'épisode « Dizzy » de la série Number 10 (en) (1983) ;
- Phoebe Wood dans Palace Hill (1990).

### Horticulture
La fleur Princess Beatrice est un iris obtenu par hybridation par l'anglais Peter Barr en 1898, dans sa pépinière « Barr & Sons ».

### Locomotive
La Princess Beatrice est également une locomotive de classe GWR 3031 construite entre 1906 et 1922 par la Great Western Railway.

### Œuvres, traductions et adaptations de la princesse
- (en) HRH The Princess Beatrice, A Birthday Book, Londres, Smith, Elder & Co, 1881
- (en) HRH The Princess Beatrice, The Adventures of Count Georg Albert of Erbach, Londres, John Murray, 1890
- (en) HRH The Princess Beatrice, In Napoleonic Days : Extracts from the private diary of Augusta, Duchess of Saxe-Coburg-Saalfeld, Queen Victoria's maternal grandmother, 1806 to 1821, Londres, John Murray, 1941

### Correspondance familiale
- (en) George Earle Buckle, The Letters of Queen Victoria, vol. 3 [Deuxième série], Londres, John Murray, 1928
- (en) Kurt Jagow, Letters of the Prince Consort 1831–1861, Londres, John Murray, 1938

### Biographies de la princesse
- (en) C. F. Aspinall-Oglander, « Princess Beatrice (1857–1944) », dans Oxford Dictionary of National Biography, Oxford University Press, 1959 (lire en ligne)
- (en) Matthew Dennison, The Last Princess : The Devoted Life of Queen Victoria's Youngest Daughter, Weidenfeld and Nicolson, 2007, 302 p. (ISBN 978-0-297-84794-6)
- (en) David Duff, The Shy Princess : Life of Her Royal Highness Princess Beatrice, Evans Brothers, 1958, 310 p. (ISBN 0-584-10264-X)
- (en) Gerard Noel et A.W. Purdue, « Princess Beatrice (1857–1944) », dans Oxford Dictionary of National Biography, Oxford University Press, 2004 (lire en ligne)

### Sur la princesse et sa famille
- (en) E. F. Benson, Queen Victoria's Daughter's, Appleton and Company, 1938
- (en) Hector Bolitho, Reign of Queen Victoria, Londres, Macmillan, 1948
- (en) Nona Epton, Victoria and her Daughters, Weidenfeld & Nicolson, 1971
- (en) Sir Sidney Lee, King Edward VII : A Biography, vol. I, Macmillan Company, 1925
- (en) Élisabeth Longford, Victoria R. I., Weidenfeld & Nicolson, 1964
- (en) Élisabeth Longford, « Victoria, Princess, duchess of Kent (1786–1861) », dans Oxford Dictionary of National Biography, Oxford University Press, 2004 (lire en ligne)
- (en) Philip Magnus, Edward the Seventh, Londrew, John Murray, 1964
- (en) H. C. G. Matthew, « Edward VII (1841–1910) », dans Oxford Dictionary of National Biography, Oxford University Press, 2004 (lire en ligne)
- (en) Gerard Noel, Ena : Spain's English Queen, Londres, Constable, 1985, 323 p. (ISBN 978-0-09-479520-4)
- (en) Gerard Noel, « Ena, Princess of Battenberg (1887–1969) », dans Oxford Dictionary of National Biography, Oxford University Press, 2004 (lire en ligne)

### Autre thème
- (en) T. A. B. Corley, Democratic Despot : A Life of Napoleon III, Londres, Barrie and Rockliff, 1961